# 山形銀行ライヤーズ

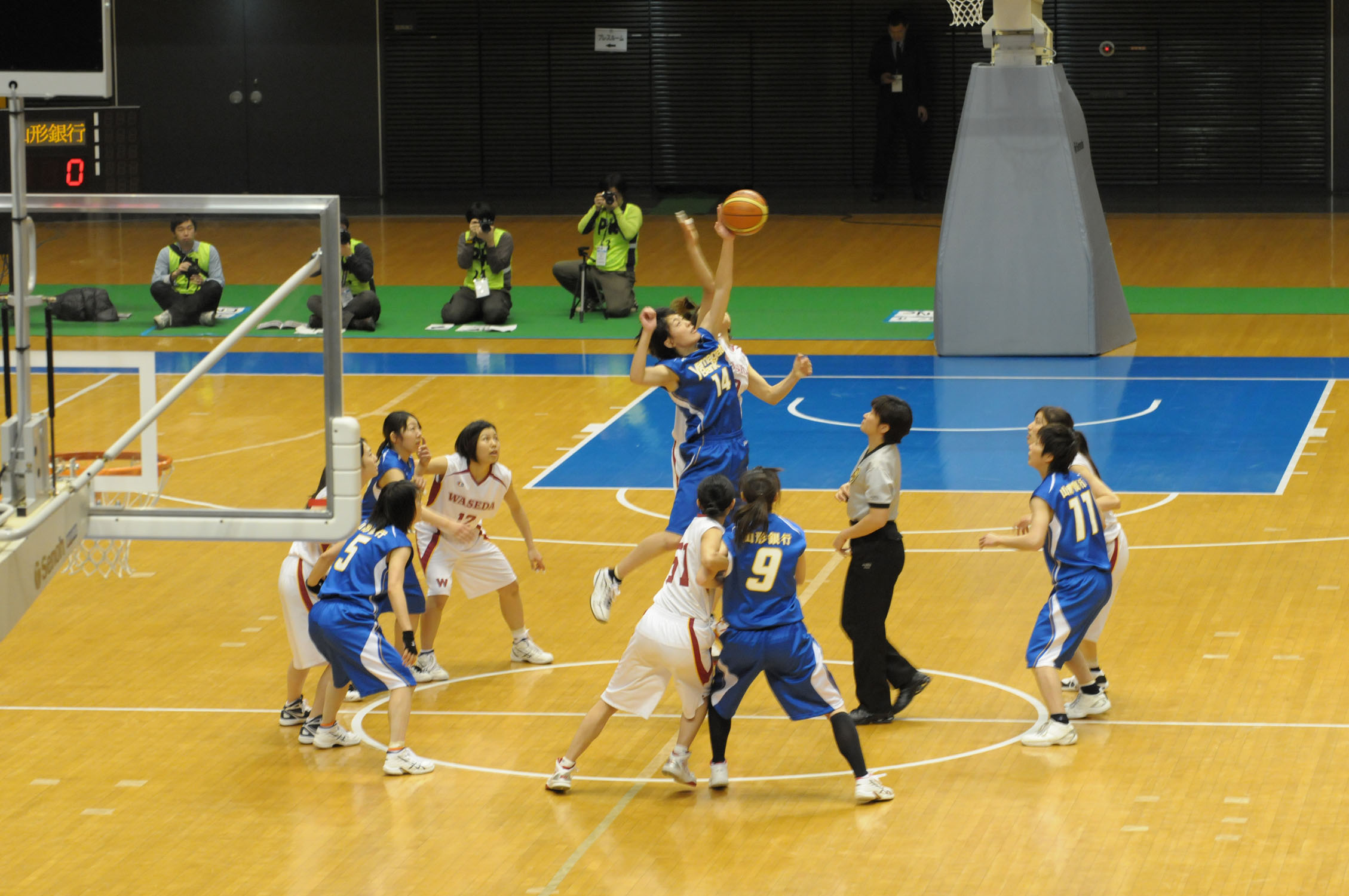
2012年オールジャパン、2回戦対早稲田大学戦

山形銀行ライヤーズ（やまがたぎんこうライヤーズ）は、山形県を活動拠点として日本社会人バスケットボールリーグに所属している女子実業団バスケットボールチームである。母体企業は山形銀行。

## 概要
1989年に創部。山形銀行のイメージキャラクターである『ジャングル大帝』の主人公「レオ」のパートナー「ライヤ」から「ライヤーズ」というチーム名になった。
1992年に地元で開催された「べにばな国体」では準優勝を果たす。その後も国体及び実業団の全国大会に出場を重ね、秋田銀行と並び東北を代表する女子バスケットボールチームとして君臨している。
2000年に女子日本代表コーチを務めた小嶋裕二三がヘッドコーチに就任、2006年の「のじぎく兵庫国体」では山形県チームの主力として優勝に貢献。
2008年にアトランタ五輪日本代表の山田かがりがヘッドコーチに就任すると、全日本実業団大会・全日本社会人選手権・全日本実業団選手権でいずれも初優勝で3冠を達成する。2011年のオールジャパンでは3回戦で日立ハイテク クーガーズを破りベスト8となった。
山田がアイシン・エィ・ダブリュ ウィングスのコーチ就任に伴うヘッドコーチ退任後、元三菱電機男子の選手で同チームや埼玉ブロンコスなどで指揮を執った福島雅人がヘッドコーチに就任した。また、アシスタントコーチとして元JXの本田雅衣が加わり、2013年に選手復帰（2014年退団、羽田ヴィッキーズへ移籍）。